# Laiarahu
Laiarahu ist eine unbewohnte Insel, 500 Meter von der größten estnischen Insel Saaremaa entfernt. Die Insel liegt in der Landgemeinde Saaremaa im Kreis Saare. Sie gehört zum Nationalpark Vilsandi.
Lalarahu ist 70 Meter lang und 25 Meter breit.